# Copa del Rey de baloncesto 2020
La 84.ª edición de la Copa del Rey de baloncesto se celebró en el Palacio de Deportes José María Martín Carpena de Málaga del 13 al 16 de febrero de 2020. Desde 2014 no se disputaba la fase final en la ciudad de Málaga.

## Equipos participantes
Los siete primeros clasificados después de la primera mitad de la ACB de la temporada regular 2019-20 se clasifican para el torneo. El Unicaja Málaga, equipo anfitrión, se clasifica de forma directa.
| Pos. | Equipo                | PJ | G  | P | PF   | PC   | DP   | Pts | Tipo             |
| ---- | --------------------- | -- | -- | - | ---- | ---- | ---- | --- | ---------------- |
| 1    | Real Madrid           | 17 | 14 | 3 | 1454 | 1275 | +179 | 31  | Cabezas de serie |
| 2    | Barça                 | 17 | 13 | 4 | 1542 | 1409 | +133 | 30  | Cabezas de serie |
| 3    | Casademont Zaragoza   | 17 | 12 | 5 | 1423 | 1342 | +81  | 29  | Cabezas de serie |
| 4    | Iberostar Tenerife    | 17 | 11 | 6 | 1388 | 1279 | +109 | 28  | Cabezas de serie |
| 5    | RETAbet Bilbao Basket | 17 | 10 | 7 | 1407 | 1413 | −6   | 27  |                  |
| 6    | Valencia Basket       | 17 | 9  | 8 | 1458 | 1339 | +119 | 26  |                  |
| 7    | MoraBanc Andorra      | 17 | 9  | 8 | 1391 | 1372 | +19  | 26  |                  |
| 9    | Unicaja (H)           | 17 | 9  | 8 | 1305 | 1310 | −5   | 26  |                  |

 Fuente: ACB
| - Real Madrid - Barça - Casademont Zaragoza - Iberostar Tenerife | - RETAbet Bilbao Basket - Valencia Basket - Morabanc Andorra - Unicaja Málaga (anfitrión) |

## Árbitros
La ACB dio a conocer los 12 árbitros que acudirán a la  84.ª edición de la Copa del Rey de baloncesto:
- Martín Caballero (2 ediciones)
- Fernando Calatrava (7 ediciones)
- Luis Miguel Castillo (2 edición)
- Antonio Conde (17 ediciones)
- Carlos Cortés Rey (9 ediciones)
- Daniel Hierrezuelo (22 ediciones)
- José Antonio Martín Bertrán (25 ediciones)
- Juan de Dios Oyón (1 edición)
- Òscar Perea (13 ediciones)
- Emilio Pérez Pizarro (15 ediciones)
- Carlos Peruga (11 ediciones)
- Rafael Serrano (2 ediciones)

## Resultados
|  | Cuartos de final      | Cuartos de final |                  |    | Semifinales | Semifinales |  |  | Final | Final |
|  |                       |                  |                  |    |             |             |  |  |       |       |
|  | 13 de febrero         |                  |                  |    |             |             |  |  |       |       |
|  |                       |                  |                  |    |             |             |  |  |       |       |
|  | Barça                 | 78               |                  |    |             |             |  |  |       |       |
|  | Barça                 | 78               | 15 de febrero    |    |             |             |  |  |       |       |
|  | Valencia Basket       | 82               |                  |    |             |             |  |  |       |       |
|  | Valencia Basket       | 82               | Valencia Basket  | 68 |             |             |  |  |       |       |
|  | 13 de febrero         |                  | Valencia Basket  | 68 |             |             |  |  |       |       |
|  |                       | Real Madrid      | 91               |    |             |             |  |  |       |       |
|  | Real Madrid           | Real Madrid      | 91               | 93 |             |             |  |  |       |       |
|  | Real Madrid           |                  | 16 de febrero    | 93 |             |             |  |  |       |       |
|  | RETAbet Bilbao Basket | 83               |                  |    |             |             |  |  |       |       |
|  | RETAbet Bilbao Basket | 83               | Real Madrid      | 95 |             |             |  |  |       |       |
|  | 14 de febrero         |                  | Real Madrid      | 95 |             |             |  |  |       |       |
|  |                       | Unicaja Málaga   | 68               |    |             |             |  |  |       |       |
|  | Iberostar Tenerife    | Unicaja Málaga   | 68               | 85 |             |             |  |  |       |       |
|  | Iberostar Tenerife    | 15 de febrero    |                  | 85 |             |             |  |  |       |       |
|  | Morabanc Andorra      | 87               |                  |    |             |             |  |  |       |       |
|  | Morabanc Andorra      | 87               | Morabanc Andorra | 59 |             |             |  |  |       |       |
|  | 14 de febrero         |                  | Morabanc Andorra | 59 |             |             |  |  |       |       |
|  |                       | Unicaja Málaga   | 92               |    |             |             |  |  |       |       |
|  | Unicaja Málaga        | Unicaja Málaga   | 92               | 90 |             |             |  |  |       |       |
|  | Unicaja Málaga        |                  |                  | 90 |             |             |  |  |       |       |
|  | Casademont Zaragoza   | 86               |                  |    |             |             |  |  |       |       |
|  | Casademont Zaragoza   | 86               |                  |    |             |             |  |  |       |       |

## Cuartos de final
| 13 de febrero de 2020, 19:00 | Barça                                                  | 78–82                    | Valencia Basket                                                    | |  |
|                              | Parciales: 18-19, 20-22, 14-23, 26-18                  |                          |                                                                    | |  |
|                              | Estadísticas Mirotić 25 Mirotić 8 Delaney 8 Mirotić 24 | Reporte Pts Reb Asts Val | Estadísticas 16 Tobey 9 Abalde 4 San Emeterio, Doornekamp 22 Tobey | Pabellón: Palacio de Deportes José María Martín Carpena, Málaga Asistencia: 9 857 espectadores Árbitros: Emilio Pérez Pizarro Carlos Cortés Rey Luis Miguel Castillo Televisión: |  |

| 13 de febrero de 2020, 21:30 | Real Madrid                                            | 93–83                    | RETAbet Bilbao Basket                                     | |  |
|                              | Parciales: 23-21, 27-16, 23-16, 20-20                  |                          |                                                           | |  |
|                              | Estadísticas Llull 19 Tavares 14 Campazzo 9 Tavares 26 | Reporte Pts Reb Asts Val | Estadísticas 16 Rousselle 12 Balvín 5 Rousselle 19 Balvín | Pabellón: Palacio de Deportes José María Martín Carpena, Málaga Asistencia: 10.070 espectadores Árbitros: Carlos Peruga Fernando Calatrava Cuevas Juan de Dios Oyón Cauqui Televisión: |  |

| 14 de febrero de 2020, 19:00 | Iberostar Tenerife                                           | 85–87                    | Morabanc Andorra                                                          | |  |
|                              | Parciales: 27-28, 17-21, 18-21, 23-17                        |                          |                                                                           | |  |
|                              | Estadísticas Huertas 20 Salin, White 5 Huertas 12 Huertas 28 | Reporte Pts Reb Asts Val | Estadísticas 20 Todorović 6 Pérez, Diagne 6 Massenat, Hannah 20 Todorović | Pabellón: Palacio de Deportes José María Martín Carpena, Málaga Asistencia: 8.736 espectadores Árbitros: Daniel Hierrezuelo Antonio Conde Martín Caballero Madrid Televisión: |  |

| 14 de febrero de 2020, 21:30 | Unicaja Málaga                                    | 90–86                    | Casademont Zaragoza                                       | |  |
|                              | Parciales: 18-23, 23-25, 28-15, 21-23             |                          |                                                           | |  |
|                              | Estadísticas Díaz 15 Suárez 7 Fernández 7 Díaz 18 | Reporte Pts Reb Asts Val | Estadísticas 29 Seeley 10 Brussino 7 San Miguel 26 Seeley | Pabellón: Palacio de Deportes José María Martín Carpena, Málaga Asistencia: 10.346 espectadores Árbitros: José Antonio Martín Bertrán Òscar Perea Lorente Rafael Serrano Velázquez Televisión: |  |

## Semifinales
| 15 de febrero de 2020, 18:30 | Real Madrid                                                | 91–68                    | Valencia Basket                                                      | |  |
|                              | Parciales: 18-11, 16-9, 33-24, 24-24                       |                          |                                                                      | |  |
|                              | Estadísticas Randolph 16 Tavares 10 Campazzo 9 Campazzo 31 | Reporte Pts Reb Asts Val | Estadísticas 12 Abalde 6 Abalde, Dubljević 6 Sastre, Colom 17 Abalde | Pabellón: Palacio de Deportes José María Martín Carpena, Málaga Asistencia: 10.437 espectadores Árbitros: Daniel Hierrezuelo Carlos Peruga Juan de Dios Oyón Cauqui Televisión: |  |

| 15 de febrero de 2020, 21:00 | Unicaja Málaga                                                               | 92–59                    | Morabanc Andorra                                       | |  |
|                              | Parciales: 25-16, 23-14, 20-19, 24-10                                        |                          |                                                        | |  |
|                              | Estadísticas Fernández 19 Guerrero 8 Fernández, Adams, Suárez 4 Fernández 22 | Reporte Pts Reb Asts Val | Estadísticas 16 Hannah 6 Llovet 4 Massenat 14 Massenat | Pabellón: Palacio de Deportes José María Martín Carpena, Málaga Asistencia: 10.781 espectadores Árbitros: José Antonio Martín Bertrán Antonio Conde Carlos Cortés Rey Televisión: |  |

## Final
| 16 de febrero de 2020, 18:30 | Unicaja Málaga                                                  | 68–95                    | Real Madrid                                             | |  |
|                              | Parciales: 13-26, 15-17, 14-25, 26-27                           |                          |                                                         | |  |
|                              | Estadísticas Brizuela 22 Suárez 6 Brizuela, Adams 3 Brizuela 19 | Reporte Pts Reb Asts Val | Estadísticas 20 Carroll 5 Reyes 13 Campazzo 29 Campazzo | Pabellón: Palacio de Deportes José María Martín Carpena, Málaga Asistencia: 10.874 espectadores Árbitros: José Antonio Martín Bertrán Carlos Peruga Embid Fernando Calatrava Cuevas Televisión: |  |

| Campeones de la Copa del Rey 2020 |
| --------------------------------- |
| Bandera de la Comunidad de Madrid |
| Real Madrid 28.º título           |

## MVP de la Copa
- Facundo Campazzo

## Minicopa Endesa

### Final
| 16 de febrero de 2020 12:30 (CET) | Real Madrid                                             | 65–67                    | FC Barcelona                                      | |  |
|                                   | Parciales: 18–18, 8–10, 21–25, 18–14                    |                          |                                                   | |  |
|                                   | Estadísticas González 18 Diagne 8 Santano 3 González 17 | Reporte Pts Reb Asts Val | Estadísticas 16 Alpha 12 Alpha 9 Nessah 25 Nessah | Pabellón: Palacio de Deportes José María Martín Carpena, Málaga Asistencia: 4.316 espectadores Árbitros: Eduardo Prados Juan de Dios Oyón Martín Caballero Televisión: |  |

| Campeones de la Minicopa Endesa 2020 |
| ------------------------------------ |
| Bandera de Cataluña                  |
| F. C. Barcelona 6.º título           |

- Quinteto ideal: Ousmane Alpha (Barça); Hugo González (Real Madrid); Dayan Nessah (Barça); Jorge Carot (Valencia Basket) y Álvaro Gallego (Coosur Real Betis)
- Mejor entrenador: José Freijeiro (Cenor Obradoiro CAB)
- MVP: Ousmane Alpha[4]